# Markgenossenschaft
Als Markgenossenschaft wird ein oft mehrere Dörfer oder Einzelhöfe (Märkerhöfe) umfassender historischer Siedlungsverband mit einer gemeinsamen Wirtschafts- und Gerichtsordnung bezeichnet.
Charakteristisch für eine Markgenossenschaft ist, dass landwirtschaftliche Nutzflächen, Wald, Bäche, Flüsse, Steinbrüche usw. (also die „Mark“) im gemeinsamen Besitz aller Mitglieder waren. Darüber hinaus verfügte die Markgenossenschaft über eine eigene Niedergerichtsbarkeit, oft war sie keinem Grundherren untertänig. Markgenossenschaften entstanden, wenn der Landbesitz nicht an einzelne Bauern aufgeteilt wurde, sondern diese ein anteiliges Nutzungsrecht erhielten. Genossen waren ursprünglich die an der Besiedlung der Feldmark beteiligten freien Leute und danach ihre Erben.
Die Satzung oder Verfassung (Gerechtsame) einer solchen Markgenossenschaft wurde in so genannten Weistümern oder Markenrollen, Aufzeichnungen des mittelalterlichen bäuerlichen Gewohnheitsrechts, festgeschrieben. Dort war auch geregelt, wer Markgenosse (Märker) werden konnte. Auf dem jährlichen Gerichtstag (landschaftlich Märkerding, Wahlding, Thing oder Taiding genannt) versammelten sich die Schöffen der einzelnen Orte, sprachen unter einem Holzrichter Recht und wählten den Schutzvogt, der den Vorsitz im Gericht führte und die Markgenossenschaft nach außen vertrat. Zur Verwaltung der gemeinsamen Kasse wurde in späterer Zeit ein Markmeister bestellt. Manchmal bekam er Gehilfen, die Markknechte, beigestellt. Auf den Gerichtstagen wurden den Genossen in manchen Markgenossenschaften auch die Grundstücke zugelost, die ihnen für ein oder mehrere Jahre zur Bewirtschaftung überlassen worden waren.
Markgenossenschaften als gemeinschaftliche Organisationsform teilen viele Eigenschaften mit den freien bäuerlichen Gemeinden des Mittelalters, die ihre Grundlage ebenso im Gewohnheitsrecht der germanischen Völker hatten. Besonderheiten waren der Grundbesitz zur gesamten Hand und die Bewahrung der Gerichts- und Vogteirechte.
Schon Tacitus erwähnte, dass die Feldmark unter den Bauern per Losverfahren aufgeteilt wurde. Urkundliche Überlieferungen über Markgenossenschaften gibt es seit der Karolingerzeit. Seit dem Hochmittelalter gerieten viele Markgenossenschaften unter den Druck der benachbarten adligen Herren; die meisten wurden im Laufe der Zeit aufgelöst und die ehemaligen Mitglieder gerieten in grundherrliche Abhängigkeits- und Schutzverhältnisse. Eine Gegenstrategie der Markgenossen war die Wahl eines mächtigen Fürsten oder Grafen aus der Umgebung zum Schirmvogt.
Beispiele für solche Marken waren die Biebermark, die Rödermark, die Elber Mark, die Hohe Mark (Taunus), der Markwald Berstadt oder die Mehrenberger Mark. Heute existiert in Deutschland noch die Freimarkung Osing, die als einzige Allmende in Europa noch ein Losverfahren für die Verteilung unter den Rechteinhabern anwendet.